# Ludovico Seitz
Ludovico Seitz (Roma, 11 giugno 1844 – Albano, 18 gennaio 1908) è stato un pittore italiano di genitori tedeschi.

## Biografia
Figlio del pittore tedesco Alexander Maximilian Seitz (Monaco 1811 - Roma 1888), aderì come lui al movimento dei Nazareni. Eseguì la decorazione ad affresco della cappella dei Tedeschi della basilica di Loreto (1892-1902), in riquadri con storie della Vergine. Questa è considerata la sua opera più importante. Eseguì affreschi anche in Santa Maria dell'Anima e in Vaticano. Fu direttore della Pinacoteca Vaticana. Tra gli allievi Rosina Mantovani Gutti e Giuseppe Pauri